# Serie A2 2011-2012 (pallamano maschile)
La Serie A2 è stata la terza divisione del campionato italiano di pallamano maschile per la stagione sportiva 2011-2012.

## Girone A
- Cassano Magnago (B): promossa in Serie A1 2012-2013.
- Ferrarin: retrocessa in Serie B 2012-2013.

## Girone B
- Mori: promossa in Serie A1 2012-2013.
- Schio: retrocessa in Serie B 2012-2013.

## Girone C
- Farmigea: promossa in Serie A1 2012-2013.
- Libertas La Torre Firenze: retrocessa in Serie B 2012-2013.

## Girone D
- Cingoli: promossa in Serie A1 2012-2013.
- CUS L'Aquila: retrocessa in Serie B 2012-2013.

## Girone E
- Putignano: promossa in Serie A1 2012-2013.
- Pallamano Interscafati: retrocessa in Serie B 2012-2013.

## Girone F
- Forte Gonzaga: retrocessa in Serie B 2012-2013.

## Play off promozione
| Squadra 1          | Squadra 2             | Risultato             |
| ------------------ | --------------------- | --------------------- |
| 1a Girone F Kelona | 2a Girone C Castenaso | Palermo, 12 mag. 2012 |
| 1a Girone F Kelona | 2a Girone C Castenaso | 25-37                 |